# Nederlands Dagblad
Nederlands Dagblad en français : « Le Quotidien néerlandais » est un quotidien néerlandais fondé en 1944.
Fondé par des membres de la Résistance intérieure aux Pays-Bas, il est très lié jusqu'en 1967 à l'Église réformée libérée des Pays-Bas, moment où il s'ouvre aux autres églises de confession réformée. Journal d'inspiration chrétienne, il est considéré comme un entre-deux avec Trouw, journal de tradition chrétienne plus sécularisé, et le Reformatorisch Dagblad, un journal calviniste conservateur.

## Histoire
Le journal est fondé en 1944 sous la forme d'un journal de la Résistance intérieure aux Pays-Bas, sous le nom de Reformatie Stemmen (« Voix réformées »). Après la guerre, le journal est rebaptisé De Vrije Kerk (« L'Eglise libre ») et plus tard Gereformeerd gezinsblad (« Le Journal familial réformé »). Il devient un quotidien en 1959. Pendant de nombreuses années, il est en liaison avec la communion des Églises réformées des Pays-Bas (libérées) et le Gereformeerd Politiek Verbond, un ancien parti politique néerlandais.
Aujourd'hui, il tente d'offrir une perspective sur les questions contemporaines d'un point de vue chrétien,. Sa rédaction est mixte et comporte désormais des journalistes de différentes églises chrétiennes.
Il est également fier de couvrir l'actualité des régions les moins peuplées du pays, celles en dehors de la région du Randstad. Il a son siège à Amersfoort, province d'Utrecht.

## Rédacteurs en chef

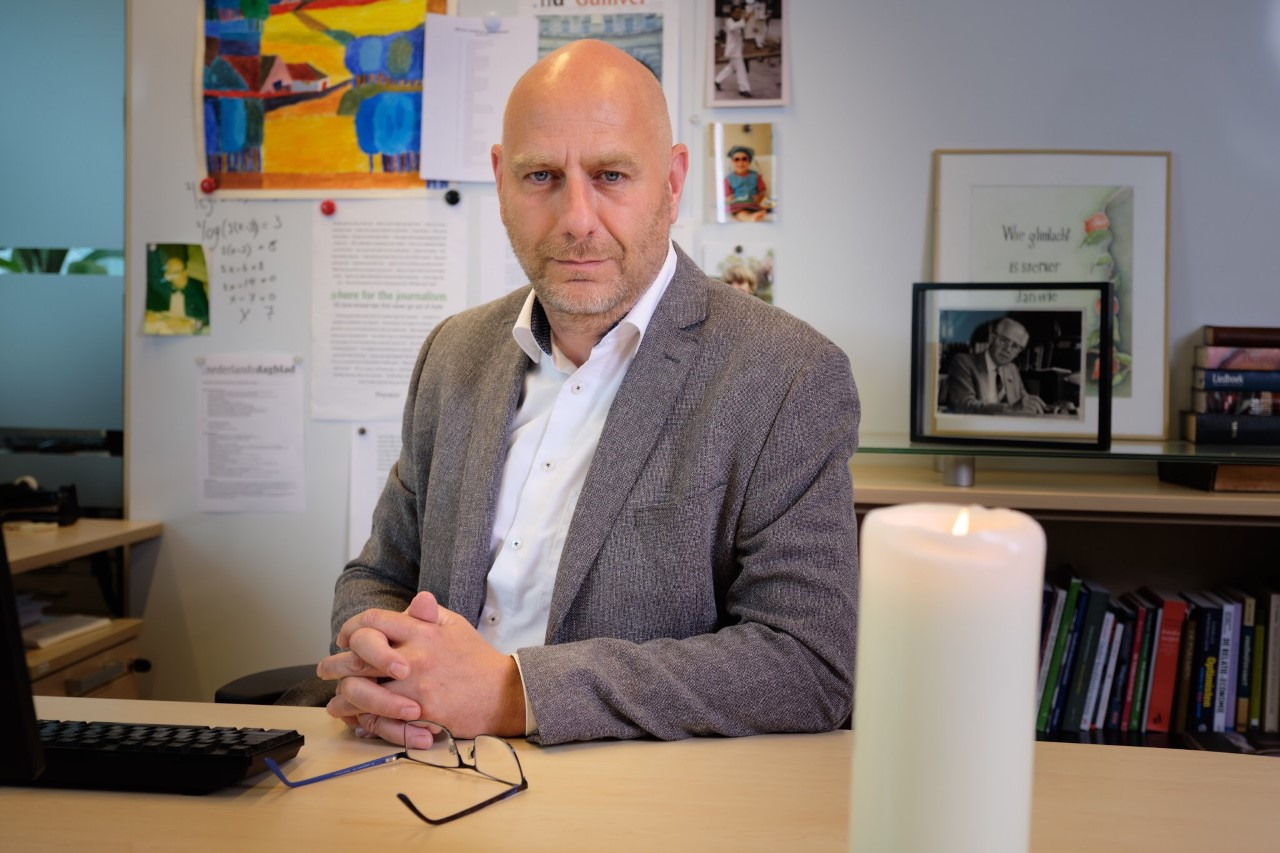
Sjirk Kuijper

- 1948 : Piet Jongeling
- 1974 : Jurn de Vries
- 1994 : Peter Bergwerff
- 2013 : Sjirk Kuijper[5]